# 260508 Alagna
260508 Alagna este o planetă minoră (asteroid) din centura de asteroizi. A fost descoperită pe 3 martie 2005 la Nogales de Jean-Claude Merlin⁠(d). 
Obiectul prezintă o orbită caracterizată de o semiaxă mare de 2,3597825053794 UAi, o excentricitate de 0,24, o înclinație de 4,9 ° în raport cu ecliptica.